# Gymnothorax australicola
Gymnothorax australicola és una espècie de peix de la família dels murènids i de l'ordre dels anguil·liformes.

## Morfologia
Els mascles poden assolir els 37,5 cm de longitud total.

## Distribució geogràfica
Es troba al sud del Pacífic.